# Per Laursen
Per Laursen (* 16. April 1966) ist ein dänischer Dartspieler, der aktuell in Turnieren der PDC antritt. Von 1987 bis 2007 spielte er bei der BDO.

## Karriere
Bei seinem TV-Debüt bei der BDO schlug Laursen den als Nummer fünf gesetzten Engländer Tony Eccles in der ersten Runde, verlor aber anschließend gegen Shaun Greatbatch in der zweiten Runde. Anschließend folgte sein Wechsel zur PDC, wo er an der Weltmeisterschaft 2007 teilnahm und in der ersten Runde gegen Colin Monk mit 3:0 gewann, aber anschließend verlor er gegen Dennis Priestley mit 3:4, obwohl er bereits mit 3:1 geführt und acht Matchdarts hatte.
Wegen des dänischen Qualifikationssystems durfte er auch 2008 an der Weltmeisterschaft teilnehmen, verlor hier aber in der ersten Runde gegen Alan Tabern mit 1:3.
Obwohl Laursen außerhalb Dänemarks wenig Titel gewann, ist er in Dänemark einer der besten Spieler. So ist er unter anderem dreifacher dänischer Meister (2004, 2007 und 2008) und erreichte das Finale der Danish Open 2006, wo er gegen Vincent van der Voort verlor.
Auch an der PDC World Darts Championship 2009 durfte Laursen teilnehmen, da er den ersten Platz in der dänischen Rangliste belegt hatte. In der ersten Runde wurde er allerdings von Wes Newton mit 1:3 geschlagen.
2010 hatte Dänemark seinen direkten Platz im Hauptfeld verloren, so dass er an der internationalen Vorrunde teilnehmen musste. Hier verlor er allerdings mit 3:4 Legs gegen Christian Perez von den Philippinen.
Auch bei der PDC World Darts Championship 2011 hatte Dänemark keinen direkten Platz inne, so dass er wieder durch die Vorrunde musste. Hier gewann er mit 4:2 gegen Boris Krčmar aus Kroatien. Anschließend durfte er gegen John Part spielen, gegen den er mit 3:0 gewann. In der zweiten Runde traf er auf Phil Taylor, gegen welchen er klar mit 0:4 verlor, obwohl er einen Average von über 90 Punkte spielte.

## Weltmeisterschaftsresultate

### BDO
- 2006: 2. Runde (2:4-Niederlage gegen  Shaun Greatbatch)

### PDC
- 2007: 2. Runde (3:4-Niederlage gegen  Dennis Priestley)
- 2008: 1. Runde (1:3-Niederlage gegen  Alan Tabern)
- 2009: 1. Runde (1:3-Niederlage gegen  Wes Newton)
- 2010: Vorrunde (3:4-Niederlage gegen  Christian Perez)
- 2011: 2. Runde (0:4-Niederlage gegen  Phil Taylor)
- 2012: Vorrunde (3:4-Niederlage gegen  Petri Korte)
- 2014: 2. Runde (2:4-Niederlage gegen  Peter Wright)
- 2016: Vorrunde (1:2-Niederlage gegen  Andy Boulton)

## Titel und Erfolge

### WDF
- Weitere
  - Welsh Open: (1) 2005
  - WDF Europe Cup Gesamtwertung: (1) 2008 (mit Frede Johansen, Stig Jørgensen und Preben Krabben)
  - WDF Europe Cup Team: (1) 2008 (mit Frede Johansen, Stig Jørgensen und Preben Krabben)

### Andere
- Nordic Cup Doppel: (2) 2016 (mit Mogens Christensen), 2022 (mit Andreas Toft Jørgensen)